# Таджикистански сомони
Сомони́ (на таджикски: сомонӣ) е официалната валута на Таджикистан. 1 сомони се равнява на 100 дирама. Валутата е кръстена на бащата на таджикската нация, Исмаил Самани.

## История
Сомони е въведен на 30 октомври 2000 г., замествайки таджикската рубла, при курс 1 сомони = 1000 рубли. Разделен е на 100 дирама. Първоначално дирамите са пуснати в обращение само на банкноти, а монетите са въведени по-късно, през 2001 г., с намерението да се създаде по-ефективна монетна система, която да постепенно да измести дирамите на банкноти. Това е първият път на въвеждане на монети в Таджикистан.

## Монети
В обращение монетите са пуснати първоначално през 2001 г. с номинална стойност от 5, 10, 20, 25 и 50 дирама, съставени от стомана с месингово покритие, и 1, 3 и 5 сомони от стомана с никелово покритие. През 2003 г. са пуснати монети от сплав с номинал 3 и 5 сомони. Гръбната страна на всички сомони монети се променя ежегодно в чест на различни събития. През 2012 г. е пусната в обращение нова партида с дата 2011 г., която включва 5, 10, 20, 50 дирама и 1 сомони.
Таджикистанските монети се изсичат от предприятието Гознак в Санктпетербургския монетен двор в Русия.
| Първа серия | Първа серия | Първа серия | Първа серия          | Първа серия          | Първа серия          | Първа серия               | Първа серия                        | Първа серия                             | Първа серия                                       | Първа серия        |
| Изображение | Изображение | Стойност    | Технически параметри | Технически параметри | Технически параметри | Технически параметри      | Описание                           | Описание                                | Описание                                          | Година на изсичане |
| Гръб        | Лице        | Стойност    | Диаметър             | Дебелина             | Маса                 | Състав                    | Ръб                                | Лице                                    | Гръб                                              | Година на изсичане |
| ----------- | ----------- | ----------- | -------------------- | -------------------- | -------------------- | ------------------------- | ---------------------------------- | --------------------------------------- | ------------------------------------------------- | ------------------ |
|             |             | 5 дирама    | 16.5 mm              | 1.35 mm              | 2 g                  | стомана, покрита с месинг | гладък                             | корона със 7 звезди, година на изсичане | стойност                                          | 2001               |
|             |             | 10 дирама   | 17.5 mm              | 1.4 mm               | 2.4 g                | стомана, покрита с месинг | гладък                             | корона със 7 звезди, година на изсичане | стойност                                          | 2001               |
|             |             | 20 дирама   | 18.5 mm              | 1.4 mm               | 2.7 g                | стомана, покрита с месинг | гладък                             | корона със 7 звезди, година на изсичане | стойност                                          | 2001               |
|             |             | 25 дирама   | 19 mm                | 1.4 mm               | 2.76 g               | месинг                    | гладък                             | корона със 7 звезди, година на изсичане | стойност                                          | 2001               |
|             |             | 50 дирама   | 21 mm                | 1.45 mm              | 3.6 g                | месинг                    | гладък                             | корона със 7 звезди, година на изсичане | стойност                                          | 2001               |
|             |             | 1 сомони    | 24 mm                | 1.6 mm               | 5.2 g                | медно-никелова сплав      | назъбен с гладки участъци          | Исмаил Самани, стойност                 | стойност, корона със 7 звезди, година на изсичане | 2001               |
|             |             | 3 сомони    | 25.5 mm              | 1.8 mm               | 6.3 g                | медно-никелова сплав      | с гравирани букви                  | герб на Таджикистан, стойност           | стойност, корона със 7 звезди, година на изсичане | 2001               |
|             |             | 5 сомони    | 26.5 mm              | 1.85 mm              | 7 g                  | медно-никелова сплав      | назъбен с гладки участъци и звезда | Рудаки, стойност                        | стойност, корона със 7 звезди, година на изсичане | 2001               |

## Банкноти
Банкноти с номинална стойност от 1, 5, 20, 50 дирама и 1, 5, 10, 20, 50 и 100 сомони са пуснати в обращение на 30 октомври 2000 г. с указ № 415 на президента на Република Таджикистан. През 2010 г. са пуснати модифицирани банкноти от 1, 5, 10 и 20 сомони с променено цветово оформление,, както и нови банкноти с номинал от 3, 200 и 500 сомони. На 25 декември 2012 г. са пуснати модифицирани банкноти с номинал 5 и 10 сомони с допълнителни холографически защитни елементи. На 3 март 2013 г. са въведени в обращение модифицирани банкноти с номинал от 20, 50 и 100 сомони, имащи нов елемент на защита – последните три цифри на серийния номер са напечатани с лазер и са релефни, което може да се установи с невъоръжено око или чрез опипване.
| Настояща серия | Настояща серия | Настояща серия | Настояща серия | Настояща серия  | Настояща серия                                        | Настояща серия                                | Настояща серия                 | Настояща серия | Настояща серия   |
| Изображение    | Изображение    | Стойност       | Размери        | Основни цветове | Описание                                              | Описание                                      | Описание                       | Година на      | Година на        |
| Лице           | Гръб           | Стойност       | Размери        | Основни цветове | Лице                                                  | Гръб                                          | Воден знак                     | отпечатване    | издаване         |
| -------------- | -------------- | -------------- | -------------- | --------------- | ----------------------------------------------------- | --------------------------------------------- | ------------------------------ | -------------- | ---------------- |
|                |                | 1 дирам        | 100 × 60 mm    | кафяв           | Театър и опера „Садридин Айни“                        | Памир                                         | две планини върху правоъгълник | 1999           | 2000             |
|                |                | 5 дирама       | 100 × 60 mm    | синьо           | Дворец на културата                                   | Олтар на Мирзо Турсунзода                     | две планини върху правоъгълник | 1999           | 2000             |
|                |                | 20 дирама      | 100 × 60 mm    | зелено          | Зала за събрания на Националната банка на Таджикистан | Планински път                                 | две планини върху правоъгълник | 1999           | 2000             |
|                |                | 50 дирама      | 100 × 60 mm    | лилаво          | Исмаил Самани                                         | Планинска долина                              | две планини върху правоъгълник | 1999           | 2000             |
|                |                | 1 сомони       | 141 × 65 mm    | зелено          | Мирзо Турсунзода                                      | Национална банка на Таджикистан               | портрет                        | 1999           | 2000             |
|                |                | 3 сомони       | 141 x 65 mm    | виолетово       | Шириншо Шотемур                                       | Маджлиси Оли                                  | портрет                        | 2010           | 2010             |
|                |                | 5 сомони       | 144 × 65 mm    | синьо           | Садридин Айни                                         | Олтар на Рудаки                               | портрет                        | 1999           | 2000, 2010, 2013 |
|                |                | 10 сомони      | 147 × 65 mm    | червено         | Мир Саид Али Хамадани                                 | Гробница на Мир Саид Али Хамадани             | портрет                        | 1999           | 2000, 2010, 2013 |
|                |                | 20 сомони      | 150 × 65 mm    | жълто, кафяво   | Авицена                                               | Хисарския замък                               | портрет                        | 1999           | 2000, 2010, 2013 |
|                |                | 50 сомони      | 153 × 65 mm    | синьо           | Бободжан Гафуров                                      | Чайна „Сино“                                  | портрет                        | 1999           | 2000, 2010, 2013 |
|                |                | 100 сомони     | 156 × 65 mm    | кафяво          | Исмаил Самани                                         | Президентската палата                         | портрет                        | 1999           | 2000, 2010, 2013 |
|                |                | 200 сомони     | 159 x 68 mm    | кафяво, жълто   | Нусратуло Максум                                      | Сградата на Националната библиотека в Душанбе | портрет                        | 2010           | 2010             |
|                |                | 500 сомони     | 162 x 71 mm    | лилаво, сиво    | Рудаки                                                | Двореца на нациите в Душанбе                  | портрет                        | 2010           | 2010             |

## Символ
През септември 2015 г. Националната банка на таджикистан обявява конкурс за изработка на символ за сомони, който е трябвало да завърши към началото на октомври. Уви, конкурсът завършва без резултат и до днес за символ на валутата се използва обикновено съкращение – буквата „с“.